# Bellefontaine (Manche)
Bellefontaine ist eine Ortschaft und eine ehemalige französische Gemeinde mit 139 Einwohnern (Stand: 1. Januar 2022) im Département Manche in der Region Normandie (vor 2016: Basse-Normandie). Sie gehörte zum Arrondissement Avranches und zum Kanton Isigny-le-Buat.
Mit Wirkung vom 1. Januar 2017 wurden die früheren Gemeinden Juvigny-le-Tertre, La Bazoge, Bellefontaine, Chasseguey, Chérencé-le-Roussel, Le Mesnil-Rainfray und Le Mesnil-Tôve zu einer Commune nouvelle mit dem Namen Juvigny les Vallées fusioniert und haben in der neuen Gemeinde den Status einer Commune déléguée. Der Verwaltungssitz befindet sich im Ort Juvigny-le-Tertre.

## Lage
Nachbarorte von Bellefontaine sind Chérencé-le-Roussel im Norden, Saint-Barthélemy im Osten, Romagny im Süden, Juvigny-le-Tertre im Südwesten und Le Mesnil-Tôve im Westen.

## Bevölkerungsentwicklung
| Jahr      | 1962 | 1968 | 1975 | 1982 | 1990 | 1999 | 2008 | 2015 |
| --------- | ---- | ---- | ---- | ---- | ---- | ---- | ---- | ---- |
| Einwohner | 322  | 293  | 254  | 222  | 145  | 159  | 152  | 133  |

## Sehenswürdigkeiten

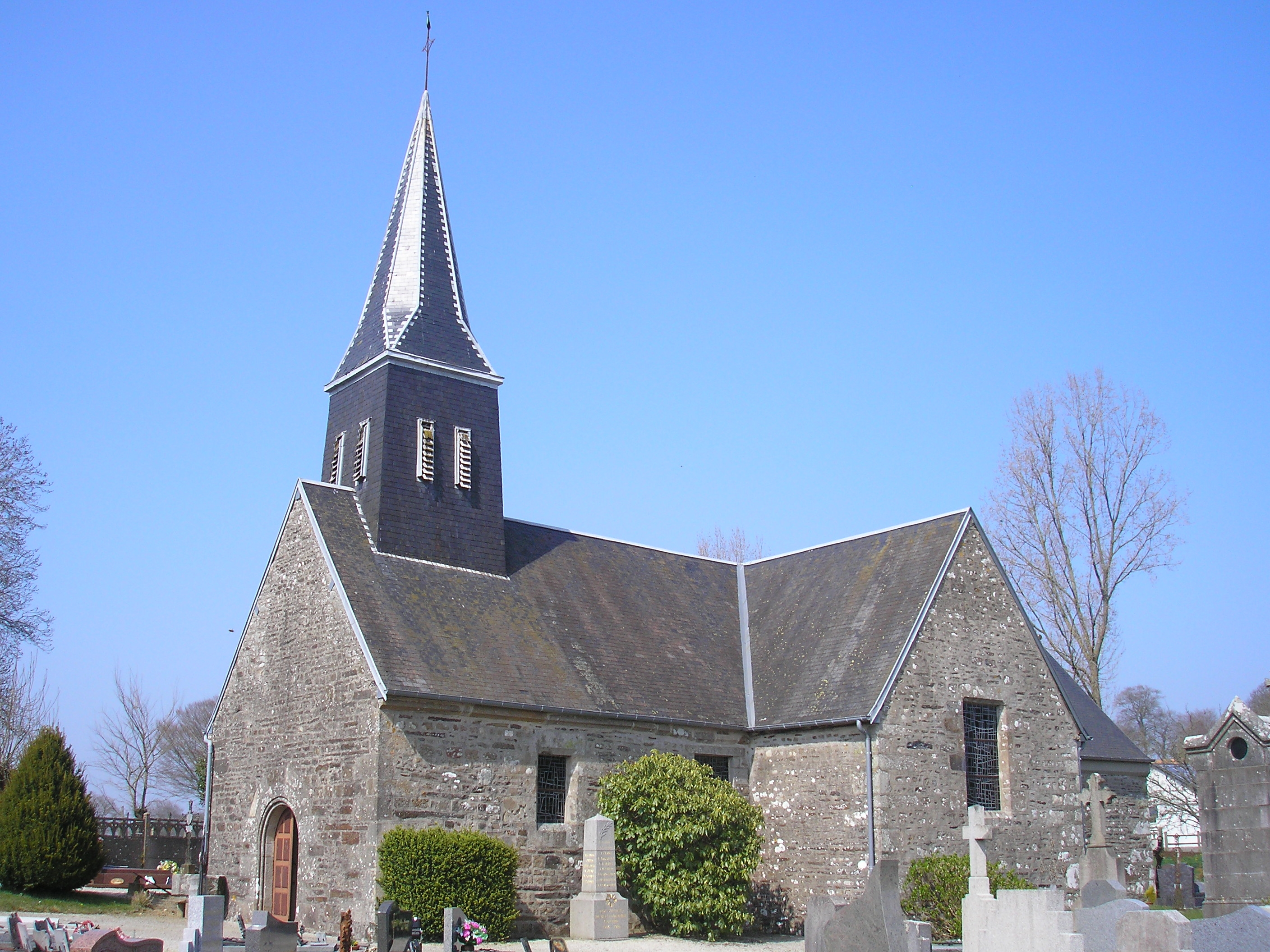
Kirche Saint-Martin

- Kirche Saint-Martin